# Narcissus pallidiflorus
Narcissus pallidiflorus és una espècie de planta bulbosa que pertany a la família de les amaril·lidàcies (Amaryllidaceae).

## Descripció
Narcissus pallidiflorus és una planta bulbosa de narcisos clàssics, de 20 a 50 cm d'alçada, amb grans flors de color crema pàl·lid o flors grogues, els pètals trenats i una corona de vores dentades. La flor és molt gran, però les seves tiges són més aviat curtes. Les plantes van ser cultivades a partir de llavors recol·lectades en la naturalesa i mostren una petita variació en el color, algunes d'elles són de color groc pàl·lid i algunes mostren la corona més fosca. La seva floració es produeix entre els mesos de març a juny.

## Distribució i hàbitat
Narcissus pallidiflorus és originari del nord de la península ibèrica als Pirineus i la Serralada Cantàbrica i habita en prats, boscos clars i relleixos de roca, montans i d'alta muntanya.

## Taxonomia
Narcissus pseudonarcissus subsp. pallidiflorus va ser descrita per Pugsley i publicat a J. Roy. Hort. Soc. 58: 69, a l'any 1933.
Etimologia
Narcissus nom genèric que fa referència del jove narcisista de la mitologia grega Νάρκισσος (Narkissos) fill del déu riu Cefís i de la nimfa Liríope; que es distingia per la seva bellesa.
El nom deriva de la paraula grega: ναρκὰο, narkào (= narcòtic) i es refereix a l'olor penetrant i embriagant de les flors d'algunes espècies (alguns sostenen que la paraula deriva de la paraula persa نرگس i que es pronuncia Nargis, que indica que aquesta planta és embriagadora).
pallidiflorus: epítet llatí que significa "amb flors pàl·lides".
Sinonímia
- Narcissus pseudonarcissus subsp. pallidiflorus (Pugsley) A.Fern., Bol. Soc. Brot., sér. 2, 25: 182 (1951).
- Narcissus tortuosus var. pallidiflorus (Pugsley) Nava & Fern.Casado, Doc. Jard. Bot. Atlántico 9: 37 (2013).[7]